# Hekate
Hekate (oldgræsk: Ἑκάτη, Hekátē) er en gudinde i græsk mytologi. 
Perseiden Hekate er en af dem der ikke blev styrtet ned til Tartaros i titanomachien. Hun er datter af titaniderne Perses og Asteria, men som man ser, af følgende citat fra Hesiods Theogonien, er hun accepteret og æret i Zeus' forsamling på Olympen.
| Citat                       | (Om Asteria) "Svanger hun Hekate fødte, den guddom, som Zeus Kroniden ærede højt over alle og skænkede strålende gaver.." | Citat |
| Lene Andersens oversættelse | |       |

Hekate er en uhyggelig gudinde der hjemsøger øde steder om natten, med slanger i håret. Hun er månegudinde, hvilket hun deler med gudinden Artemis, men hendes titanske ophav giver hende en langt dystrere fremtoning end Jagtens gudinde. Hun er også gudinde for Hekseri og trolddom.
Desuden er Hekate en Frugtbarhedsdaimon (daimon er det græske udtryk for en kraft). I Demeterhymnen hjælper Hekate Demeter med at finde sin datter Kore i Hades.
Hekates oprindelse er ikke sikker, men hun har træk fra lilleasiatiske gudinder og regnes derfor normalt ikke til de faste græske guder. Det faktum, at hun er af titanisk oprindelse, viser også en vis fjernhed fra Kroniderne.
- Wikimedia Commons har flere filer relateret til Hekate